# White Strait
White Strait är ett isfyllt sund i Antarktis. Det ligger i Östantarktis. Nya Zeeland gör anspråk på området.